# 2003年の交通
2003年の交通（2003ねんのこうつう）とは、2003年（平成15年）に起こった交通関係の出来事をまとめたページである。
2002年の交通 - 2003年の交通 - 2004年の交通

## 出来事の一覧

### 4月
- 1日
  - （運営開始）  京阪宇治バス

### 6月
- （海運）  中国で中国港湾法公布[1]。

### 7月
- （海運）  中国の青島前湾集装箱埠頭有限責任公司にデンマークのAPMTと中国遠洋運輸総公司が新たに出資[1]。
- 3日
  - （事件）  名古屋鉄道バス（現・名鉄バス）岡崎営業所の無免許運転隠蔽事件が発生。

### 8月
- 18日
  - （事件）  高速バス「東海道昼特急大阪号」の運転手でジェイアールバス関東株式会社宇都宮支店の従業員を飲酒運転などで現行犯逮捕。
- 22日
  - （運行開始）  日の丸自動車興業、無料循環バス「丸の内シャトル」の運行を開始。日本初のタービン電気バスでの営業運行。
- 28日
  - （運行開始）  東京都交通局、日本初の燃料電池バスでの営業運行。（2004年12月まで）

### 10月
- （海運）  中国で「東北地区等旧工業基地の振興戦略の実施に関する若干の意見」が公布され、大連港での大連北東アジア国際航運センターの計画が制定される[1]。

### 12月
- 1日
  - （路線開設）  西日本ジェイアールバスが大阪-金沢間に初めてのハイウェイバス「北陸道昼特急大阪号」を開設。